# ルイ・ルノー (法学者)
ルイ・ルノー（Louis Renault、1843年5月21日-1918年2月8日）は、フランスの法学者で教育者。1907年にエルネスト・テオドロ・モネータとともにノーベル平和賞を受賞した。

## 経歴
- 1868年から73年まで、ディジョン大学でローマ法と商法の教授となった。
- 1873年から死去するまで、パリ大学法学部の教授に就任し、1881年からは国際法を担当した。
- 1900年からフランス外務省で国際法の委員を務めた。